# Madison (Missouri)
La ville américaine de Madison est située dans le comté de Monroe, dans l’État du Missouri. Elle comptait 554 habitants lors du recensement de 2010.

## Source
- (en) Cet article est partiellement ou en totalité issu de l’article de Wikipédia en anglais intitulé « Madison, Missouri » (voir la liste des auteurs).